# Odontosoria yaeyamensis
Odontosoria yaeyamensis är en ormbunkeart som först beskrevs av S. J. Lin, M. Kato och K. Iwats., och fick sitt nu gällande namn av Ebihara. Odontosoria yaeyamensis ingår i släktet Odontosoria och familjen Lindsaeaceae. Inga underarter finns listade.